# Jean Baudrillard
Jean Baudrillard (ur. 27 lipca 1929 w Reims, zm. 6 marca 2007 w Paryżu) – francuski socjolog i filozof kultury.
Był jednym z inicjatorów nurtu postmodernistycznego w teorii społecznej oraz radykalnym krytykiem globalizacji, współczesnego społeczeństwa i kultury.
Zainteresowany społeczeństwem postindustrialnym i kulturowymi skutkami rozwoju technik rzeczywistości wirtualnej, autor teorii symulakrów. Teoretyk fotografii i fotografik. Autor szeregu publikacji (ich styl, podobnie jak i styl pisarstwa innych postmodernistów, był przedmiotem krytyki fizyka Alana Davida Sokala za nadużywanie terminologii nauk ścisłych).

## Życiorys
Baudrillard urodził się w Reims, w północno-wschodniej Francji, 27 lipca 1929. Dziennikarzom powiedział, że jego dziadkowie byli rolnikami, a jego rodzice służyli w urzędach państwowych. Był pierwszym w rodzinie, który uczęszczał na uniwersytet, gdy przeniósł się do Paryża na Uniwersytet w Sorbonie. Studiował tam germanistykę, po czym, w 1958, rozpoczął pracę jako nauczyciel języka niemieckiego w prowincjonalnym liceum, gdzie pozostał do 1966. Będąc nauczycielem, Baudrillard zaczął publikować recenzje literatury i tłumaczył prace takich autorów jak Peter Weiss, Bertolt Brecht i Wilhelm Mühlmann.
Z końcem okresu, kiedy był nauczycielem języka niemieckiego, rozpoczęło się jego przejście na grunt socjologii. Ostatecznie Baudrillard ukończył swoją pracę doktorską Le Système des Objets (System obiektów) pod opieką Henri Lefebvre’a. Następnie rozpoczął nauczanie socjologii na uniwersytecie Paris-X Nanterre (Université de Paris-X Nanterre), który wówczas był instytucją radykalną politycznie mocno zaangażowaną w wydarzenia, jakie miały miejsce w maju 1968. W Nanterre objął stanowisko adiunkta, następnie profesora pomocniczego, ostatecznie zostając profesorem po ukończeniu pracy akredytacyjnej L’Autre par lui-même (Inni przez siebie).
W 1986 r. przeniósł się do Instytutu Badań i Informacji Socjoekonomicznych (IRIS – Institut de Recherche et d’Information Socio-Économique) na uniwersytecie Paris-X Dauphine (Université de Paris-IX Dauphine), gdzie pozostał przez dalszą część swojej kariery nauczycielskiej. W tym czasie rozpoczęło się jego odejście od dyscypliny socjologii, szczególnie w jej klasycznej postaci, i po zarzuceniu pełnoetatowej pracy dydaktycznej, rzadko identyfikował się z jakąkolwiek szczególną dyscypliną, choć pozostał w związkach ze społecznością akademicką. W latach 80. i 90. jego książki zdobyły szerokie rzesze czytelników i w ostatnich latach życia stał się, w znacznej mierze, znaną intelektualną znakomitością – był często publikowany we francusko- i angielskojęzycznej prasie popularnej. Mimo to nadal współpracował z Instytutem Badań nad Współczesnym Społeczeństwem (Institut de Recherche sur l’Innovation Sociale) i narodowym Centrum Badań Naukowych (Centre National de la Recherche Scientifique). Był także satrapą w Kolegium ’Patafizyki. Był też współpracownikiem w kanadyjskim piśmie filozoficznym Ctheory, gdzie bywał bardzo często cytowany. Zmarł po długiej walce z nowotworem 6 marca 2007 w wieku 77 lat.

## Poglądy i koncepcje
Kontynuując swoje prace, Baudrillard przeszedł od teorii opartych na ekonomii do rozważań nad mediami i masową komunikacją, a następnie do zagadnień związanych z „końcem historii”. Publikował przy tym też dziennikarskie komentarze na temat bieżących wydarzeń na świecie, takich jak na przykład wojna w Zatoce Perskiej czy zamachy terrorystyczne w USA w dniu 11 września 2001 r.

### Ekonomia i konsumpcjonizm
Według Baudrillarda, życie społeczne w obecnym społeczeństwie (tzw. społeczeństwie konsumpcyjnym) skoncentrowane jest głównie wokół konsumpcji i demonstrowania towarów. Ludzie różnią się od innych ilością i rodzajami kupowanych towarów. Świat reklamy sprawia, że nie umieją odróżnić potrzeb rzeczywistych od kreowanych. W ten sposób ludzie zostają zdominowani przez przedmioty.
W latach 60. poglądy Baudrillarda były zbieżne z poglądami lewicowych myślicieli francuskich (m.in. sytuacjonistów), którzy adaptowali myśl marksistowską do warunków społeczeństwa postindustrialnego, w którym dużego znaczenia nabiera kategoria konsumentów. Konsument w społeczeństwie postindustrialnym staje się tym, czym był producent w klasycznej, ekonomicznej teorii Marksa.
Baudrillard uważał, że zarówno myśl ekonomiczna Karola Marksa, jak i Adama Smitha zbyt łatwo i z uproszczeniem zaakceptowała koncepcję oryginalnych potrzeb związanych z oryginalnymi użytecznościami. Argumentował, bazując na poglądach Georges’a Bataille, że potrzeby są raczej konstruowane niż immanentne. Podczas gdy Marks wierzył, że w kapitalizmie użyteczność oryginalnie legła u podstaw fetyszyzmu towarowego, Baudrillard uważał, że wszelkie zakupy, ponieważ mają one zawsze jakieś znaczenie społeczne, mają także swój fetyszystyczny charakter. Obiekty zawsze (podobnie jak u Rolanda Barthesa) mówią coś o ich użytkownikach. I dlatego konsumpcja była i pozostaje ważniejsza niż produkcja – ponieważ „ideologiczna geneza potrzeb” poprzedza produkcję towarów, które mają zaspokoić te potrzeby.
Mając to na uwadze Baudrillard zaproponował swoją teorię konsumpcyjnej wymiany symbolicznej i własną koncepcję ekonomii politycznej znaku (o której traktuje m.in. praca z 1972 Pour une critique de l’économie politique du signe, czyli O krytyce ekonomii politycznej znaku). Koncepcja ta radykalnie zrywa z klasyczną semiotyką (której znanymi przedstawicielami są tacy myśliciele jak Roland Barthes, Jurij Łotman czy Umberto Eco) tradycyjnie kojarzoną ze strukturalizmem. Zdaniem Baudrillarda konsumpcyjna wymiana symboliczna opiera się na tworzeniu wolnych sensów okazjonalnych. Występuje brak stałych związków znaczących ze znaczonymi. Społeczeństwo produkuje znaki „puste”, to znaczy pozbawione referencji. Wolne znaczniki towarów służą prawie wyłącznie uwodzeniu konsumentów i ich wartość wymienna zależy od ich mocy uwodzenia, a nie od ich wartości użytkowej.
Zdaniem Baudrillarda obiekty zyskują wartość na cztery możliwe sposoby: mogą mieć wartość funkcjonalną, wartość wymienną – związaną z wymianą ekonomiczną, wartość symboliczną (np. diament jako symbol publicznie deklarowanej miłości) i wartość znakową (np. pierścionek z diamentami jako sugestia wartości społecznej, takiej jak gust, czy klasa społeczna). We wcześniejszych swoich pracach Baudrillard argumentował, że dwie z pierwszych wartości są rozbite przez trzecią i czwartą. Później odrzucił marksizm całkowicie (praca Wymiana symboliczna i śmierć), ale coraz bardziej koncentrował się na różnicy pomiędzy wartością znakową (która wiąże się z wymianą ekonomiczną) i wartością symboliczną (związaną z koncepcją wymiany darów Marcela Maussa). W warunkach dominacji wymiany symbolicznej wartość obiektu stanowiło to, że może on zostać dany, czyli oddzielony od dawcy i ofiarowany obdarowywanemu. Zdaniem Baudrillarda obecnie mamy do czynienia z sytuacją, w której podstawa zachodniej kultury i cywilizacji – wymiana symboliczna uległa zachwianiu.
Krytyka Baudrillarda nie omija zjawisk jakie współtworzą współczesną kulturę konsumpcji takich jak reklama czy centra handlowe.
W książce W cieniu milczącej większości Baudrillard sformułował hipotezę, iż milczenie (czy świadome wycofanie się z udziału w globalnym spektaklu) stanowi jedyną metodę oporu przed nieustannym bombardowaniem przez wizualne, totalnie zorganizowane bodźce medialne. Zdaniem Baudrillarda masy społeczne (opisane w tym eseju) są pozbawione formy, właściwości, znaczenia, definicji, są jednak przepełnione energią. Nie mówią. Wszystko absorbują i neutralizują, po czym nie pozostają w nich żadne ślady. Ich milcząca obecność oznacza zarazem absorpcję i implozję znaczenia. Nie są wyalienowane i nie poszukują tożsamości. Zasadniczym ich dogmatem jest konsumpcja rozumiana jako nadążanie za innymi.
Koncepcje Jeana Baudrillarda, dotyczące konsumpcjonizmu, znalazły swoje odbicie m.in. w pracach George’a Ritzera.

### Media
W swojej najważniejszej książce Symulakry i symulacja wprowadził tezę, iż nie żyjemy już w rzeczywistości, a w hiperrzeczywistości. Według tej tezy znaki ewoluują, a przejście od znaków, które coś skrywają, do znaków które skrywają, że nic nie istnieje, stanowi decydujący zwrot w jego myśli. Na przestrzeni dziejów przechodzi ona przez kolejne stadia, w których stopniowo znaki tracą więź z rzeczywistością. Owe fazy emancypacyjne, określa Baudrillard mianem symulakrów, które w fazie ostatecznej dochodzą do całkowitego wyzwolenia z referencji względem głębokiej rzeczywistości  –  to jest symulacji. Znaczniki służą więc jedynie symulacji, stąd obiektywna przejrzystość panoptikonu Foucaulta traci sens. Symulacja jest generowana za pomocą hiperrealności pozbawionej oparcia w realności (piękno staje się piękniejsze od piękna, prawda staje się prawdziwsza od prawdy). Symulacja jest ekstazą rzeczywistości, a telewizja podstawowym medium takiej ekstazy.
Baudrillard generalnie zgadzał się z Marshallem McLuhanem, podważał jednak na przykład jego tezę o mediach jako rozszerzeniach człowieka. Jego zdaniem technologia nie tworzy nowych wymiarów człowieka – to człowiek staje się wymiarem systemu logistycznego. Przekaz jest werdyktem – prezentuje się jako pytanie/odpowiedź, gdzie odpowiedź wyprowadza się za pomocą pytania.
Baudrillard akcentuje podobieństwo kodu cyfrowego i modelu kodu genetycznego. Użytkownicy komputerów czy widzowie są taktylni, czyli de facto nie patrzą już na obrazy, tylko przylegają do nich. Glokalizacja i Internet są przykładami systemów z trzecim porządkiem pozorowania (sieć odsyła od jednego elementu do drugiego). Znak zostaje zatracony poprzez rozproszenie w cyfrowej nierozróżnialnej cyrkulacji. Tożsamość leży po stronie sieci, a nie po stronie jednostki. Rzeczywistość jest produkowana przez matryce i moduły pamięci, systemy operacyjne – można ją powielać w nieskończoność. Ludzie trzeciego porządku symulowania dzielą się na ikonoklastów, którzy nie ufają symulowanym obrazom, ale ich nie niszczą, gdyż obawiają się pustki, jaka się za nimi kryje i ikonolatrów, którzy też nie demaskują symulakrów, lecz takim symulowanym obrazom oddają cześć.
Sam Baudrillard wielokrotnie podkreślał swój definitywnie zdystansowany stosunek do nowych mediów elektronicznych. Telewizja stanowiła dla Baudrillard ilustrację jego radykalnych tez, ale sam praktycznie telewizji nie oglądał (monitor telewizyjny był dla niego ucieleśnieniem „znikania obrazów” i przekształcania widzów w przezroczyste ekrany). Jak stwierdził w jednym ze swoich wywiadów z Claude’em Thibautem, nigdy nie wyszedł on poza faks i telefoniczną automatyczną sekretarkę, nie używał więc komputera i nie korzystał z Internetu.
„Matrix” – film Lany i Lilly Wachowskich z 1999 rzekomo miał być przygotowany pod wpływem myśli Baudrillarda. Baudrillard jednak stwierdził w jednym z wywiadów, że film ten nie ma nic wspólnego z jego pracami i może być co najwyżej traktowany jako niewłaściwa interpretacja jego idei. Ponadto sugerowano, że sam Baudrillard nigdy nie obejrzał tego filmu.

### Filozofia historii
W latach 80. i 90. jednym z najważniejszych tematów podejmowanych przez Baudrillarda była historyczność, lub ściślej ujmując, to jak współczesne społeczeństwa wykorzystują pojęcia postępu i nowoczesności w swoich wyborach politycznych. Argumentował, podobnie jak teoretyk polityki Francis Fukuyama, że historia skończyła się lub „znikła” wraz z rozprzestrzenieniem się globalizacji – ale, w przeciwieństwie do Fukuyamy, Baudrillard dowodził, że koniec ten nie powinien być rozumiany jako kulminacja postępu historii, ale jako upadek samej idei postępu historycznego. Dla Baudrillarda koniec zimnej wojny nie był spowodowany zwycięstwem jednej z ideologii nad drugą, ale zniknięciem utopijnych wizji jakie przyświecały zarówno Prawicy, jak i Lewicy. Dając dalszy dowód swojej opozycji zarówno wobec marksistowskiej wizji globalnego komunizmu, jak i liberalnej wizji globalnego społeczeństwa obywatelskiego, Baudrillard utrzymywał, że uniwersalne końce historii, jakie były nadzieją tych wizji zawsze pozostawały iluzjami. Argumentacja ta była zbliżona do filozofii postmodernistycznej Jean-Francois Lyotarda, który zasłynął ze swojego stwierdzenia, że w końcu XX stulecia nie ma już miejsca na żadne „metanarracje”. Ale Baudrillard poszedł dalej w swoich analizach próbując dowieść, że idee postępu i uniwersalnych wartości, mimo utraty swej aktualności, są nadal wykorzystywane w światowej polityce jako wymówka podejmowanych działań.

### Komentarze bieżących wydarzeń
W książce Wojny w Zatoce nie było Baudrillard skomentował wojnę w Zatoce, wskazując, że Saddam Hussein w istocie nie walczył z siłami sprzymierzonymi i nie użył swojego potencjału militarnego. Poświęcił życie swoich żołnierzy, by wzmocnić swoją władzę. Wbrew propagowanym w mediach obrazom zagorzałej walki dwóch wrogów, zdaniem Baudrillarda, wojny w Zatoce tak naprawdę nie było, bo wróg pozostał niepokonany, zwycięzcy nie zwyciężyli, a w Iraku z politycznego punktu widzenia niemal nic się nie zmieniło.
Natomiast w publikacji Duch terroryzmu Baudrillard zinterpretował ataki terrorystyczne – zgodnie ze swoją filozofią społeczną – jako symboliczną reakcję na postępującą ekspansję świata opartego wyłącznie na wymianie towarów – reakcję na technologiczną i polityczną ekspansję kapitalistycznej globalizacji raczej niż wojnę mającą podłoże w różnicach religijnych czy cywilizacyjnych. Zdaniem Baudrillarda, w ten sposób triumfująca globalizacja uderza w samą siebie.
W odpowiedzi Richard Wolin oskarżył Baudrillarda i Slavoja Žižka o niemalże świętowanie ataków terrorystycznych, i w istocie twierdzenie, że USA otrzymały to na co zasłużyły.

## Bibliografia

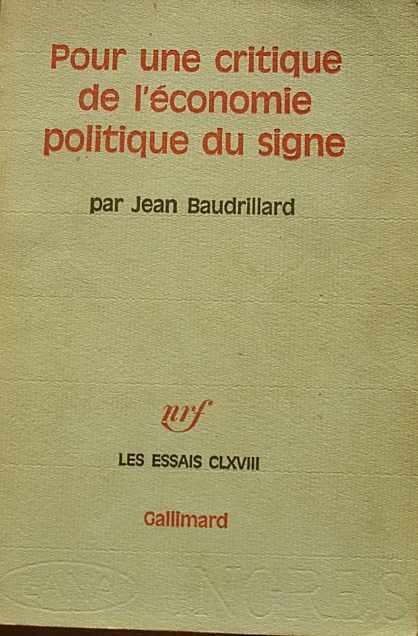
Pour une critique de l’économie politique du signe, Paryż 1972, Wydawnictwo Gallimard

## Publikacje dotyczące Jeana Baudrillarda
- Andrzej Szahaj Jean Baudrillard – między rozpaczą a ironią, Kultura Współczesna, Nr 1(3), 1994 (artykuł został przedrukowany w publikacji: (ss 74-90), Andrzej Szahaj Zniewalająca moc kultury. Artykuły i szkice z filozofii kultury, poznania i polityki, Toruń 2004, Wydawnictwo UMK, ISBN 83-231-1676-8)
- Piotr Zawojski Jean Baudrillard i fotografia, Kultura Współczesna, Nr 1/2008
- Agnieszka Ziętek Media wobec (hiper)rzeczywistości w ujęciu Jeana Baudrillarda, [w:] Granice w kulturze, R.Bomba, A.Radomski (red.), Lublin 2010, s. 370–380